# Dicranomyia yerrawar
Dicranomyia yerrawar là một loài ruồi trong họ Limoniidae. Chúng phân bố ở miền Australasia.